# Manno Góes
Emmanuel Góes Boavista, mais conhecido como Manno Góes (Salvador, 16 de novembro de 1970)  é um compositor, escritor, cantor e baixista brasileiro. Obteve sucesso e projeção nacional como baixista e principal compositor do Jammil e Uma Noites.

## Primeiros anos
Começou a vida artística tocando em barzinho, em Salvador, aos 18 anos.
Fez faculdade de jornalismo e publicidade e começou a tocar profissionalmente como baixista na banda de Jauperi em 1992.
Em Novembro de 1993 fundou o Jheremmias Não Bate Corner.

## Jammil e Uma Noites
Em Junho de 1997 saiu do Jheremmias e fundou o Jammil e Uma Noites.
Compôs os grandes sucessos do Jammil e Uma Noites como: "Praieiro", "Celebrar", "Mil Poemas","Tchau, I Have to Go Now"; "Ê Saudade";"De Bandeja"; "MInha Estrela", "Lança, Lança", "Pra Te Ter Aqui" , "Acabou",  "Axé Minas", entre outros.
Em Fevereiro de 2010 o então cantor do Jammil e Uma Noites, Tuca Fernandes, seguiu em carreira solo. Em seu lugar entrou Levi Lima. A banda voltou as paradas de sucesso com "Colorir Papel".
Em 2013 Manno deixa de fazer parte da banda Jammil e Uma Noites, apesar de ainda manter laços, continuar sócio da banda e compor para o grupo. 

## Composições e parcerias
Também compôs para diversos artistas do país, como:
- Daniela Mercury - "Quero a Felicidade"
- Netinho - "Milla" e  "Pra Te Ter Aqui"
- Ricardo Chaves - "Acabou", "Tá Na Hora", "Mil Cidades"
- Biquini Cavadão - "Dani", "Em Algum Lugar no Tempo", "Amar É"
- Asa de Águia - "Tem Que Ter Você", "Teco-Teco"
- Orlando Morais - "O Amor É Você"
- Babado Novo - "O Diário"
- Claudia Leitte - "Cidade Elétrica"
- Chiclete com Banana - "Tá faltando o Quê?"

## Projetos solo e Alavontê
Em Junho de 2009 viajou para Los Angeles, para gravação de um cd solo, como projeto paralelo, com músicas pop rock. Gravou 12 músicas inéditas, todas de sua própria autoria, sendo 8 gravadas em um famoso estúdio americano, preferido por grandes astros da música mundial, como o Linkin Park, o NGR.
Teve a companhia do baterista John Jr Robinson, que já tocou com Michael Jackson, Stevie Wonder, Quincy Jones,  Lionel Ritchie,  entre outros, e do baixista Stebanhouse, que toca com James Taylor e Sérgio Mendes.
As outras quatro faixas foram gravadas no Rio de Janeiro, com participação de amigos pessoais do baixista, como Coelho (guitarrista do Biquini Cavadão), Yves Passrel (guitarrista do Capital Inicial), George Israel (saxofonista do Kid Abelha), João Fera (tecladista do Paralamas do Sucesso), Jaques Morelenbaum, dentre outros. A produção musical do CD tem a assinatura do experiente Torcuato Mariano, guitarrista argentino radicado no Brasil, que traz na bagagem trabalhos com Djavan, Gal Costa, Gilberto Gil, Caetano Veloso, Cazuza, e muito mais. O seu CD solo se chamou "E Assim os Dias Vão" e saiu pela Som Livre, atingindo a marca de dez mil cópias vendidas. A música "Simples", a segunda de trabalho deste CD, fez parte da trilha sonora da novela da Globo Araguaia, de 2009.
Em 2013 Manno deixa de fazer parte da banda Jammil e Uma Noites, e monta o Alavontê. Esse é um projeto de amigos artistas baianos, criado na casa de Manno, por Manno Góes e Andrezão Simões. O projeto conta também com Durval Lelys, Magary Lord, Adelmo Casé, Ramon Cruz, Jonga Cunha, Ricardo Chaves e Armandinho Macedo. Em 2016, Manno sai do Alavonte por divergências políticas (Manno é opositor de ACM Neto, político que o grupo admira), apesar de ainda permanecer sócio do grupo.
Em 2014 Manno lançou seu primeiro livro, "Acarajé Bour Mecier", lançado pela editora P55. Atualmente assina uma coluna semanal de esportes no jornal A Tarde, em Salvador e faz parte da diretoria da UBC.